# فرانك كلوز
فرانك كلوز (بالإنجليزية: Frank Close)‏ (و. 1945 – م) هو فيزيائي، وكاتب غير روائي، وأستاذ جامعي، وعالم من المملكة المتحدة. ولد في بيتربرة .

## التعليم
تعلم في كلية المجدلية، وجامعة سانت أندروز

## مناصب وهيئات
أدار جامعة أوكسفورد.

## إنجازات
حقق إنجازات عدة منها:
- نيشان الامبراطورية البريطانية من رتبة ضابط.
- زمالة معهد الفيزياء في 1991.
- جائزة كلفن في 1996.[13]
- نائب رئيس الجمعية البريطانية لتقدم العلوم 1993-99.
- رئيس الفريق البريطاني في الأولمبياد الدولي للفيزياء منذ 2003. [14]
- جائزة مايكل فاراداي في 2013. [15]

## مؤلفات
- النهاية: الكوارث الكونية وأثرها في مسار الكون،[16] وله ترجمة عربية صدرت ضمن سلسلة عالم المعرفة عام 1994.[17]